# 斯莫良卡 (特諾皮爾州)
49°25′26″N 25°43′25″E / 49.42389°N 25.72361°E
斯莫良卡（羅馬化：Smolianka）是烏克蘭的村落，位於該國西部捷爾諾波爾州，由捷爾諾波爾區負責管轄，面積1.44平方公里，2007年人口307，人口密度每平方公里218.3人。